# Apalatxes
Els Apalatxes o les Muntanyes Apalatxes (en anglès: Appalachian Mountains o the Appalachians), són un sistema vast de serralades de plegament de la costa est de l'Amèrica del Nord. S'estenen des de Terranova i Labrador, al Canadà fins a Alabama, als Estats Units, tot i que la regió més septentrional del sistema es troba a Gaspe, Quebec. Constitueixen l'element morfològic de major elevació de la regió oriental de l'Amèrica del Nord paral·lel a la costa. Són una barrera pels desplaçaments d'est a oest.
El sistema es va formar aproximadament fa 480 milions d'anys en el període Ordovicià. Havia tingut muntanyes tan elevades com en els actuals Alps i Muntanyes Rocoses, però actualment presenta relleus suavitzats per la perllongada acció dels agents exògens. El sistema està dividit en diverses serralades amb alçades mitjanes de 1.000 msnm. El punt més elevat del sistema és el Mont Mitchell, localitzat la serralada Black, a Carolina del Nord, amb 2.037 msnm.
El límits precisos dels Apalatxes depenen de la definició que se'n faci. El servei geològic United States Geological Survey (USGS) defineix la divisió fisiogràfica dels Appalachian Highlands, formada per 13 províncies fisiogràfiques: l'Atlantic Coast Uplands, Eastern Newfoundland Atlantic, Maritime Acadian Highlands, Maritime Plain, Notre Dame and Mégantic Mountains, Western Newfoundland Mountains, Piedmont (United States), Blue Ridge Mountains, Ridge-and-valley Appalachians, Saint Lawrence Valley, Appalachian Plateaus, New England province, i Adirondack Mountains. Una definició comuna no inclou les Muntanyes Adirondack, les quals geològicament pertanyen a l'orogènesi Grenville.
Aquesta serralada està principalment ubicada als Estats Units però s'estén fins al sud-est del Canadà, forma una franja de 160 a 480 km d'amplada i va des de l'illa de Terranova a Alabama central. Aquest sistema de muntanyes està dividit en una sèrie de serralades. En total fa uns 2.400 km de llargada.

## Origen del nom

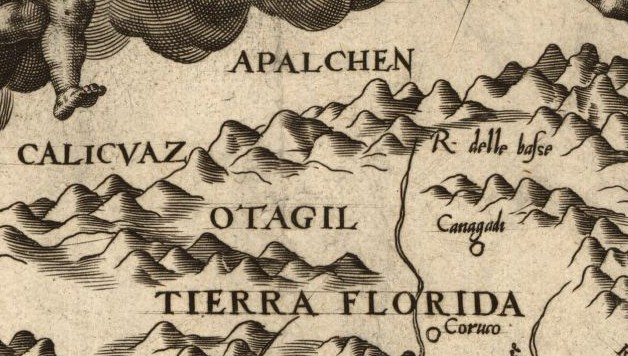
Detall del mapa de Diego Gutiérrez's (1562) que ja dona el nom "Appalachia" ("Apalchen"). Tret del mapa Americae sive qvartae orbis partis nova et exactissima descriptio.

El terme Apalatxe (Appalachian) es refereix a diverses regions associades a la serralada de muntanyes. En sentit lax es refereix a tota la serralada de muntanyes amb els turons que l'envolten i la regió d'altiplans. El terme sovint es fa servir de manera més restringida per a referir-se a regions de les Muntanyes Apalatxes del centre i del sud, normalment incloent-hi zones dels estats de Kentucky, Tennessee, Virgínia, Maryland, Virgínia de l'Oest, i Carolina del Nord, i també, de vegades, s'estén a Geòrgia i Carolina del Sud, i també Pennsilvània i el sud d'Ohio.
Les Muntanyes Ouachita a Arkansas i Oklahoma eren originàriament també part dels Apalatxes, però se'n van desconnectar al llarg de la història geològica.
Quan exploraven la costa nord de Florida l'any 1528, els membres de l'expedició de Narváez, amb Álvar Núñez Cabeza de Vaca, van trobar una vila d'amerindis prop de l'actual Tallahassee, Florida, el nom dels quals van transcriure com a Apalachees o Apalachen [a.paˈla.tʃɛn].
Després de l'expedició d'Hernando de Soto de 1540, els cartrògrafs espanyols van donar el nom de la tribu ameríndia també a les muntanyes. El primer ús d'Apalatxes per la serralada de muntanyes és en el mapa de Jacques le Moyne de Morgues, de l'any 1565.
Un nom que també es feia servir, en anglès, per la serralada era "Allegheny Mountains," "Alleghenies," i fins i tot "Alleghania." Al principi del segle xix, Washington Irving proposà canviar el nom pel d'Appalachia o Alleghania.

## Geografia

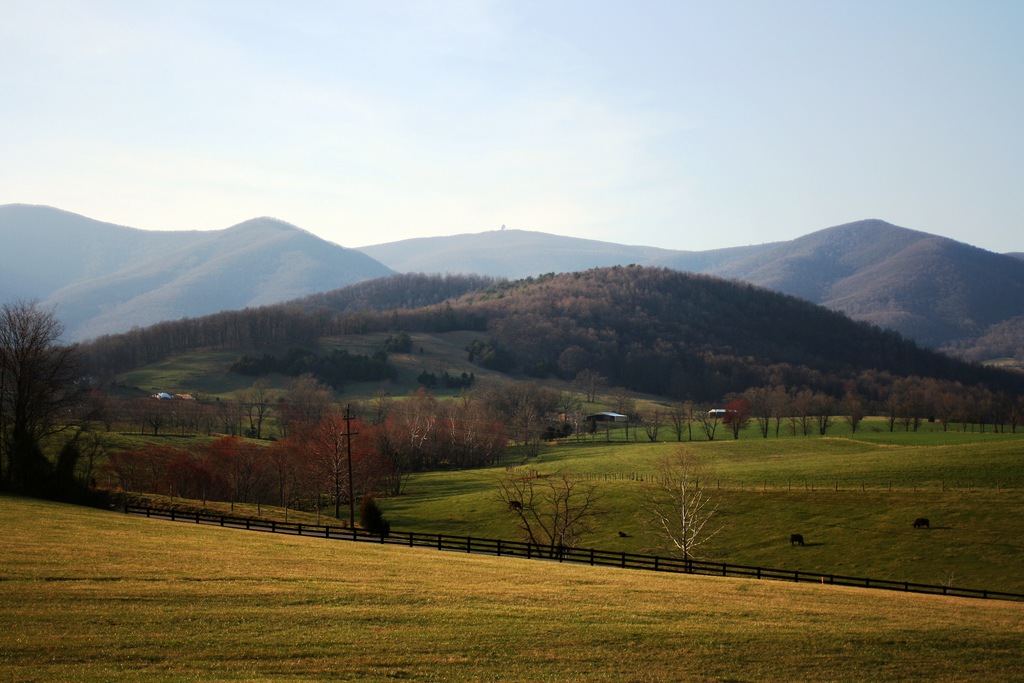
Muntanyes Blue Ridge

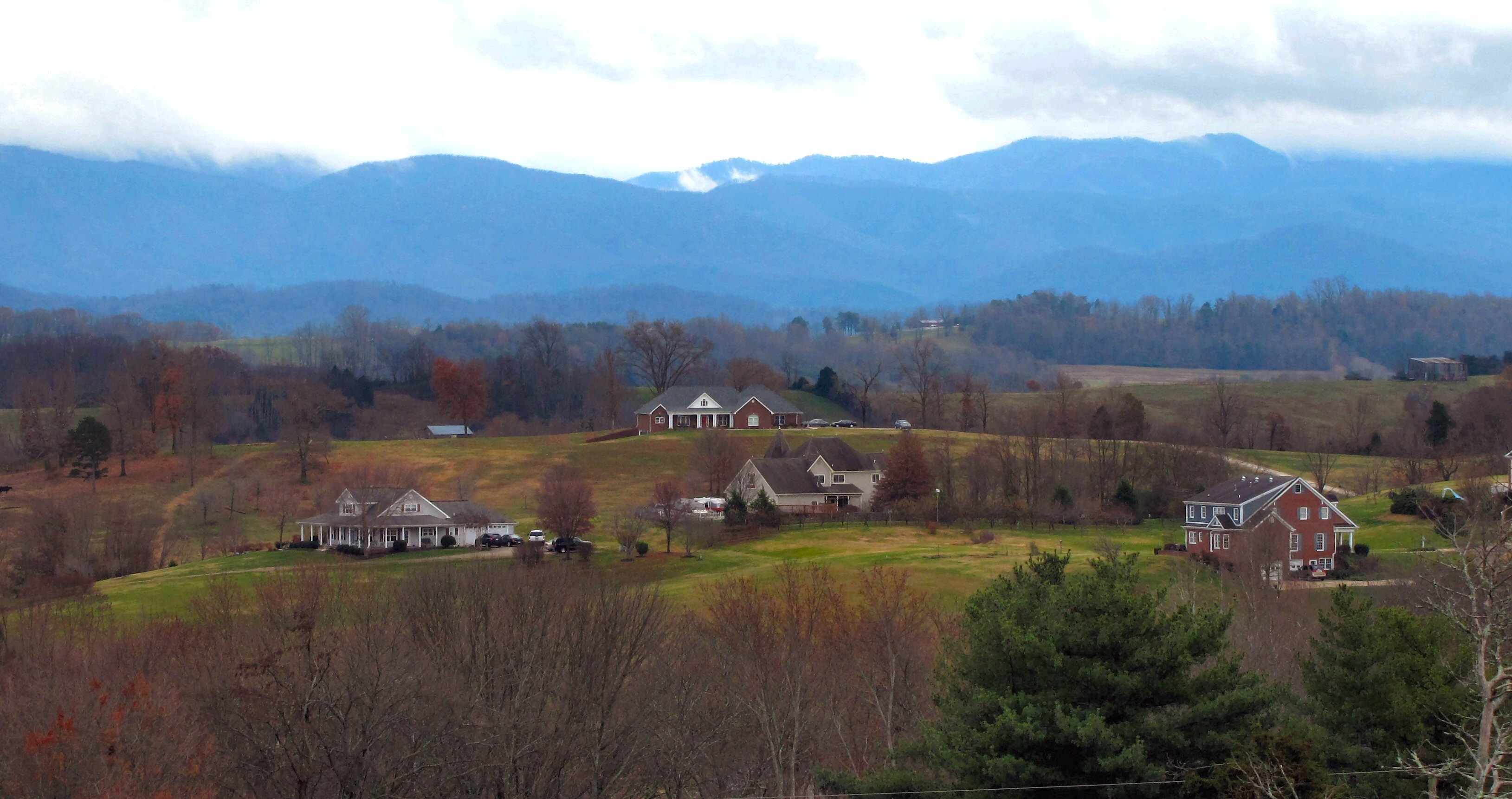
Bald Mountains

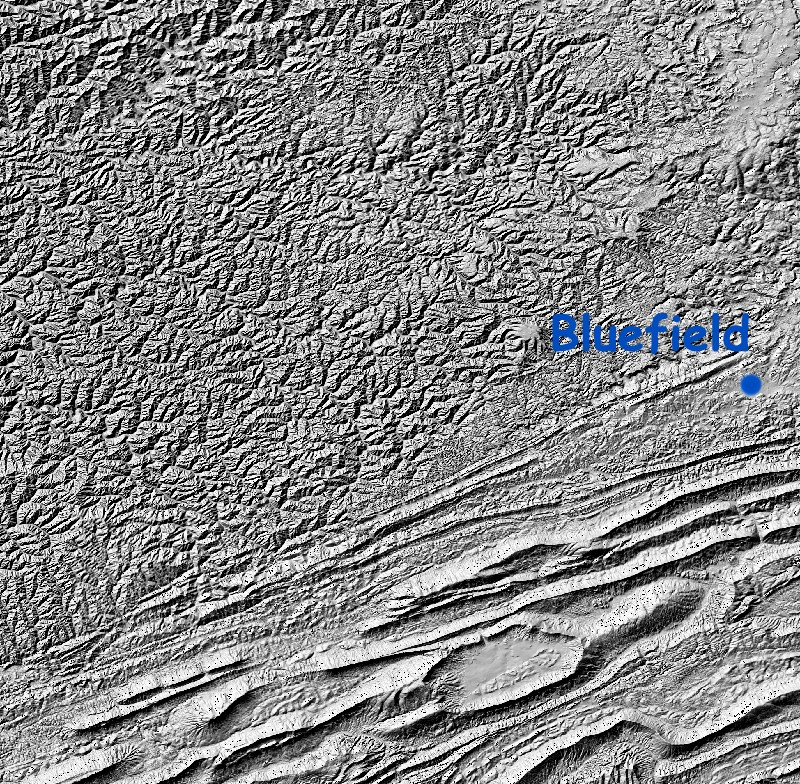
Mapa en relleu ombrejat de l'Altiplà de Cumberland i els Ridge-and-Valley Appalachians a la frontera entre Virgínia i Virgínia de l'Oest

La regió dels Apalatxes es considera generalment la divisió geogràfica entre la costa est dels Estats Units i la regió del Midwest del país. La divisió continental oriental segueix les muntanyes dels Apalatxes des de Pennsilvània fins a Geòrgia.
Un tret important de la serralada és la vall longitudinal anomenada la Gran Vall dels Apalatxes, que, al sud, divideix el sistema muntanyós en dues parts iguals, però al nord el separa de les muntanyes de l’Adirondack.
El Sender dels Apalatxes (Appalachian Trail) és una ruta de senderisme de 3.500 km que va des del mont Katahdin a Maine fins al mont Springer a Geòrgia, recorrent una gran part del sistema dels Apalatxes. El Sender Internacional dels Apalatxes (International Appalachian Trail) és una extensió d’aquesta ruta de senderisme a la part canadenca de la serralada dels Apalatxes a Nova Brunswick i Quebec.

### Regions
Tot el sistema es pot dividir en tres grans seccions:

#### Nord
El tram nord va des de la província canadenca de Terranova i Labrador fins al riu Hudson. Inclou les muntanyes Long Range i les muntanyes Annieopsquotch a l'illa de Terranova, les muntanyes Chic-Choc i les muntanyes Notre Dame al Quebec i Nova Brunswick, elevacions disperses i petites serralades en altres llocs de Nova Escòcia i Nova Brunswick, les muntanyes Longfellow a Maine, les White Mountains a Nou Hampshire, les Green Mountains a Vermont i els Berkshires a Massachusetts i Connecticut. Les muntanyes Metacomet Ridge a Connecticut i al centre-sud de Massachusetts, tot i que es troben dins de la província dels Apalatxes, són un sistema més jove i no estan associades geològicament amb els Apalatxes. Els turons de Montérégie (Monteregian Hills), que creuen les Green Mountains al Quebec, tampoc estan associats amb els Apalatxes.

#### Central
El tram central va des de la vall d'Hudson fins al riu Nou (Gran Kanawha), que travessa Virgínia i Virgínia de l'Oest. Comprèn (excloent diversos grups menors) els Apalatxes de la Serralada i la Vall (Ridge-and-Valley Appalachians) entre l’altiplà d’Allegheny i la Gran vall dels Apalatxes (Great Appalachian Valley), les terres altes de Nova York-Nova Jersey (New York-New Jersey Highlands), les muntanyes Taconic a Nova York i una gran part de les Blue Ridge.

#### Sud
La part del sud és formada per una gran extensió de l'altiplà de Piedmont, inclinat vers l’oest i que voreja la plana costanera atlàntica, la prolongació de les Blue Ridge, les serralades Black i Unaka, de Carolina del Nord i Tennessee i la continuació de la regió del Great Valley, enllaçant l'altiplà del Cumberland, a l’oest, amb muntanyes de menor importància.
Les muntanyes Adirondack de Nova York de vegades s'inclouen amb mapes de la cadena dels Apalatxes, però de fet són una extensió meridional de les Muntanyes Laurencianes del Canadà.
A més de les autèntiques muntanyes plegades, conegudes com la Província de la Serralada i la Vall (Ridge and Valley Province), la zona de l'altiplà disseccionat al nord i a l'oest de les muntanyes s'acostuma a agrupar amb els Apalatxes. Això inclou les muntanyes Catskill de la Baixa Nova York, els Poconos a Pennsilvània i l'altiplà d'Allegheny de la regió Southern Tier de Nova York, l'oest de Pennsilvània, l'est d'Ohio i el nord de Virgínia Occidental. Aquest mateix altiplà es coneix com a altiplà de Cumberland al sud de Virgínia de l'Oest, a l'est de Kentucky, a l'oest de Virgínia, a l'est de Tennessee i al nord d'Alabama.

## Geologia

USGS Zones dels Apalatxes als Estats Units

Una ullada a les roques que estan exposades a les muntanyes dels Apalatxes actuals revela cinturons allargats de roques sedimentàries marines plegades i amb falles d'empenta, roques volcàniques i estelles de fons oceànic antic, la qual cosa proporciona una forta evidència que aquestes roques es van deformar durant la col·lisió de plaques. El naixement de les serralades dels Apalatxes, fa uns 480 milions d'anys, marca la primera de diverses col·lisions de plaques de construcció de muntanyes que van culminar amb la construcció del supercontinent Pangea amb els Apalatxes prop del centre. Com que Amèrica del Nord i Àfrica estaven connectades, els Apalatxes formaven part de la mateixa cadena muntanyenca que l'Antiatles al Marroc. Aquesta serralada, coneguda com a Muntanyes Pangea Central, es va estendre per Escòcia, abans de l'obertura de l'Oceà Iapetus de l'era mesozoica, a partir de la col·lisió entre Amèrica del Nord i Europa (vegeu Orogènesi caledoniana).
Durant el període Ordovicià mitjà (496–440 aproximadament milions d'anys), un canvi en el moviment de les plaques va establir l'escenari per al primer esdeveniment de construcció de muntanyes del Paleozoic (orogènia tacònica) a Amèrica del Nord. El marge passiu dels Apalatxes, una vegada tranquil, va canviar a un límit de plaques molt actiu quan una placa oceànica veïna, l'Oceà Iapetus, va xocar i va començar a enfonsar-se sota el Laurència. Amb el naixement d'aquesta nova zona de subducció, van néixer els primers Apalatxes. Els volcans van créixer al llarg del marge continental coincidint amb l'inici de la subducció. La falla d'empenta va elevar i deformar la roca sedimentària més antiga col·locada al marge passiu. A mesura que les muntanyes pujaven, l'erosió va començar a desgastar-les amb el pas del temps. Els rius transportaven restes de roca pendent avall per ser dipositats a les terres baixes properes. L'orogènia tacònica va ser només la primera d'una sèrie de col·lisions de plaques de construcció de muntanyes que van contribuir a la formació dels Apalatxes, que van culminar amb la col·lisió d'Amèrica del Nord i Àfrica (vegeu orogènia d'Allegh).
Al final de l'era mesozoica, les muntanyes dels Apalatxes havien estat erosionades fins a una zona gairebé plana. No va ser fins que la regió es va aixecar durant el Cenozoic que es va formar la topografia distintiva del present. L'elevació va rejovenir els rius, que van respondre ràpidament tallant cap avall l'antiga roca. Alguns rius fluïen al llarg de capes febles que defineixen els plecs i falles creades molts milions d'anys abans. Altres rius van baixar tan ràpidament que van tallar directament a través de les roques plegades resistents del nucli de la muntanya, tallant canyons a través de capes de roca i estructures geològiques.

### Recursos minerals
Les muntanyes dels Apalatxes contenen grans dipòsits de carbó antracita així com hulla. A les muntanyes plegades, el carbó es troba en forma metamòrfica com a antracita, representada per la regió del carbó del nord-est de Pennsilvània. Els jaciments de carbó bituminós de l'oest de Pennsilvània, l'oest de Maryland, el sud-est d'Ohio, l'est de Kentucky, el sud-oest de Virgínia i de Virgínia occidental contenen la forma sedimentària del carbó. El mètode d'eliminació de cims de les muntanyes per la mineria del carbó, en el qual s'eliminen cims sencers de les muntanyes, actualment està amenaçant àmplies àrees i ecosistemes de la regió de les muntanyes dels Apalatxes. L'extracció de carbó superficial que va començar a la dècada de 1940 ha afectat significativament les muntanyes dels Apalatxes centrals a Kentucky, Tennessee, Virgínia i Virgínia Occidental. Els primers mètodes de mineria no estaven regulats i la investigació sobre la recuperació de terres minades, inclosa la reacció àcid-base, va ser dirigida per la Universitat de West Virginia als anys seixanta i setanta. Virgínia Occidental va desenvolupar estàndards rigorosos de recuperació de mines per a les mines de carbó estatals a finals dels anys seixanta. La majoria dels estats federals van introduir regulacions per protegir les muntanyes dels Apalatxes a finals de la dècada de 1960. L'activisme social i polític va provocar la Llei de control i recuperació de mines a superfície de 1977.
El descobriment del 1859 de quantitats comercials de petroli a les muntanyes dels Apalatxes de l'oest de Pennsilvània va iniciar la moderna indústria petroliera dels Estats Units. Els recents descobriments de jaciments comercials de gas natural a la formació Marcellus Shale i Utica Shale han tornat a centrar l'atenció de la indústria petroliera a la conca dels Apalatxes.
Alguns altiplans de les muntanyes dels Apalatxes contenen minerals metàl·lics com el ferro i el zinc.